# Lavras Novas

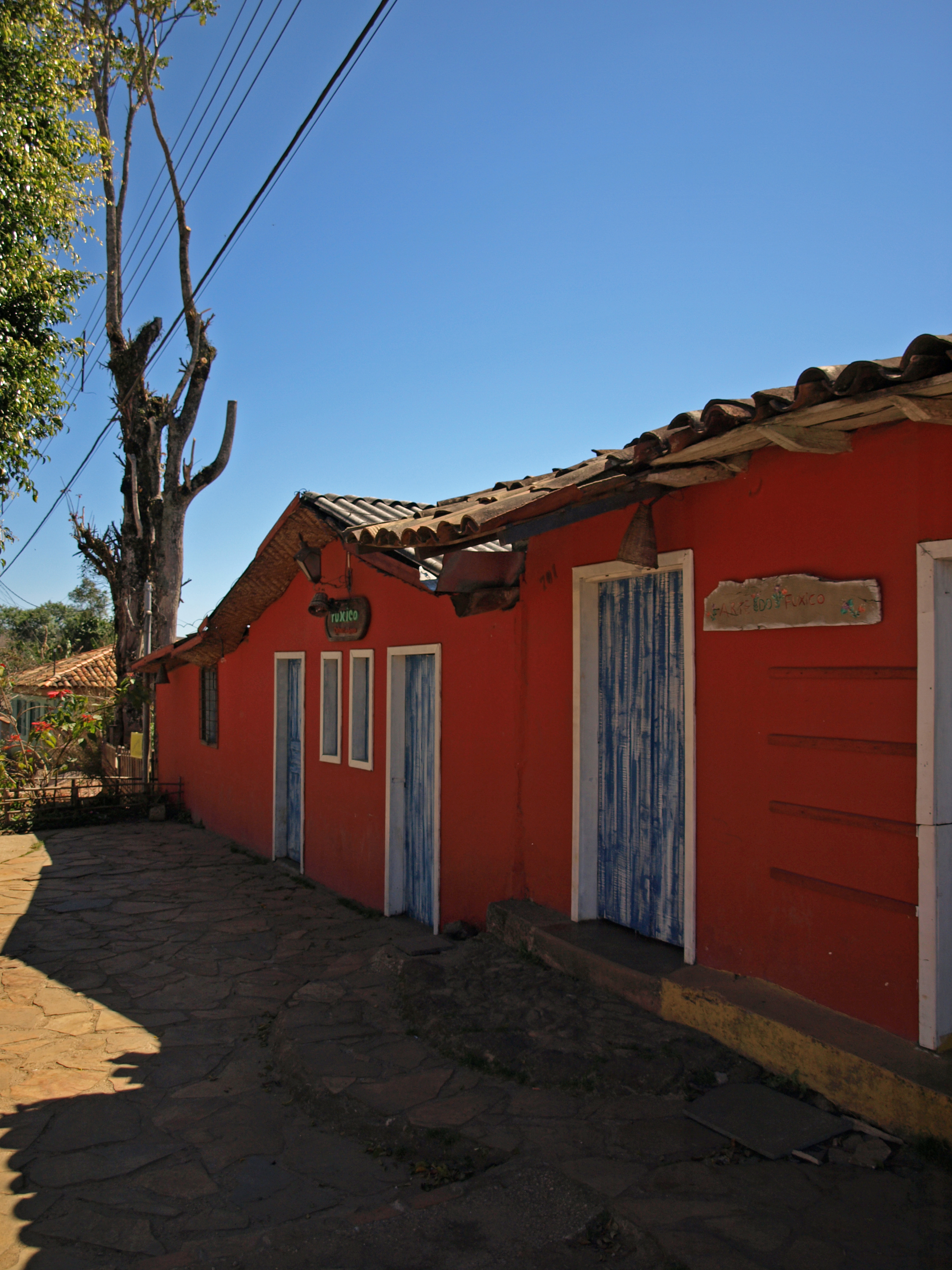
Aspecto

Lavras Novas é um distrito do município brasileiro de Ouro Preto, no interior do estado de Minas Gerais. Segundo o censo demográfico de 2022, realizado pelo Instituto Brasileiro de Geografia e Estatística (IBGE), sua população era de 1 002 habitantes e havia 313 domicílios particulares permanentes ocupados. Possui área de 42,76 km² conforme a Fundação João Pinheiro (FJP). Foi criado pela lei municipal nº 117 de 14 de outubro de 2005.
Dista 19 km da sede. O povoamento data de aproximadamente 1716 e sua comunidade é de maioria negra, cercado por esplêndidas paisagens de montanha. Iniciando na década de 1990, foi descoberta por turistas, que procuram o local em busca da cultura local, da paz, da natureza e da aventura. A população chega a sextuplicar durante feriados. Antes disso, foi cenário de um conto de Bernardo Guimarães, "A Garganta do Inferno" (1871).
Lavras Novas tem uma arquitetura colonial, o que não impede o vilarejo de atrair também pessoas que buscam atividades de ecoturismo. É no distrito ouro-pretano onde se encontra a tirolesa em um ponto mais alto do Brasil, a 1.500 metros de altitude acima do nível do mar.